# The Red
The Red este primul album de studio al grupului Red Velvet. A fost lansat pe 9 septembrie 2015 de către S.M. Entertainment și distribuit de KT Music. Conceptul albumului se concentrează doar pe imaginea "Red" care rezultă din conceptul și numele grupului, unde "Red" reprezintă imaginea vie și îndrăzneață, cărei aparțin melodiile mai vii și entuziaste în timp ce cealaltă jumătate, "Velvet", întruchipează latura mai matură și sofisticată. O continuare a albumului numită The Velvet a fost lansată în prima jumătate a 2016, compusă în principal din piese R&B și balade.
Albumul a fost un succes comercial, grupul cucerind Billboard World Albums Chart pentru prima dată, și reușind să debuteze pe numărul unu al clasamentului de albume sud-coreean Gaon. A atins și  numărul 24 pe topul Billboard's Heatseekers Albums și a fost inclus în 10 cele mai bune albume K-Pop din 2015.

## Lansare
S.M. Entertainment a anunțat că Red Velvet se vor întoarce cu primul lor album de studio la început de septembrie. Pe 3 septembrie o serie de imagini promoționale au fost postate pe contul oficial de Instagram al grupului, afișând totodata și cele 10 piese de pe album. Pe 4 septembrie compania a anunțat că albumul va fi lansat la miezul nopții pe 9 septembrie, cu Dumb Dumb ca piesă principală.

## Compoziție
"Dumb Dumb" este înfățișată ca o piesă de dans uptempo cu un refren contagios și un ritm atractiv. Este compusă de producerii britanici LDN noise, care au mai scris anterior piese pentru SHInee și TVXQ, alți artiști de la S.M. Entertainment. Versurile ilustrează stângacia unei fete în fața persoanei de care este îndrăgostită, comparându-se cu un manechin.  "Huff n Puff" este descrisă ca o melodie pop dance ce are ca temă trezirea din vis și revenirea la realitate, similară fiind căderea lui Alice în gaura de iepure. "Campfire" este o piesă pop R&B cu un intro de chitara molipsitor și ritmic.
În versurile de la "Red Dress", o fată îmbrăcată într-o rochie roșie neîndemânatică dar vicleană încearcă să tenteze un bărbat ce o vede doar ca un copil, iar "Oh Boy" este o piesă pop și soul R&B, ce pune în evidență abilitățile vocale ale membrelor. "Lady's Room" este o melodie pop R&B în care este descrisă relația intimă dintre fete și momentele frumoase de care se bucură împreună.

## Listarea melodiilor
| The Red         |                        |                                         |                                                                                              |         |  |
| Nr.             | Titlu                  | Versuri                                 | Muzică                                                                                       | Lungime |  |
| 1.              | „Dumb Dumb”            | Seo Ji-eum (Jam Factory), Kim Dong-hyun | LDN Noise, Deanna Dellacioppa, Taylor Parks, Ryan S. Jhun                                    | 3:22    |  |
| 2.              | „Huff n Puff”          | Kenzie                                  | Alex G, Anne Preven, Will Gray, Jaden Michaels                                               | 3:01    |  |
| 3.              | „Campfire”             | Jo Yun-kyeong                           | LDN Noise, Taylor Parks, Denzil "DR" Remedios, Ryan S. Jhun                                  | 3:16    |  |
| 4.              | „Red Dress”            | Jo Yun-kyeong                           | Nermin Harambasic, Jin Suk Choi, Charite Viken, LDN Noise, Rodnae "Chikk" Bell, Ryan S. Jhun | 3:02    |  |
| 5.              | „Oh Boy”               | Goo Tae-woo                             | Herbie Crichlow, Lauren Dyson, Jin Suk Choi, LDN Noise                                       | 3:08    |  |
| 6.              | „Lady's Room”          | Kenzie                                  | Kenzie, Daniel "Obi" Klein, Oliver McEwan, Ylva Dimberg                                      | 3:15    |  |
| 7.              | „Time Slip”            | Moon Du-ri                              | Daniel "Obi" Klein, Johannes "Josh" Jorgensen, Charli Taft, Jinbo                            | 3:39    |  |
| 8.              | „Don't U Wait No More” | 100%Seo-jeong (Jam Factory)             | Dwayne Abernathy Jr., (Dem Jointz) Taylor Parks, Ryan S. Jhun                                | 2:51    |  |
| 9.              | „Day 1”                | Hwang-hyun (MonoTree)                   | Hwang-hyun (MonoTree)                                                                        | 3:26    |  |
| 10.             | „Cool World”           | Im Seo-hyun                             | Daniel "Obi" Klein, Marcus Winther-John, Andy Love                                           | 4:05    |  |
| Lungime totală: | Lungime totală:        | Lungime totală:                         | Lungime totală:                                                                              | 33:05   |  |

## Vezi și
- SM Entertainment
- Kpop

## Referinte
1. ↑  „Red Velvet Reveals Track List for Their First Album "Red" Through Fun Instagram Surprise”. Soompi. 3 septembrie 2015. Arhivat din original la 4 septembrie 2015. Accesat în 4 septembrie 2015.
2. ↑  Lee So-dam (4 septembrie 2015). „레드벨벳 9월9일 컴백 확정…SM 하반기 첫주자 [스포츠투데이]”. Sports Today (în Korean). Arhivat din original la 3 martie 2016. Accesat în 4 septembrie 2015.
3. ↑  Lee Ji Young (4 septembrie 2015). „Red Velvet to Return with Full-Length Album 'The Red' on September 9”. enewsWorld. Arhivat din original la 7 septembrie 2015. Accesat în 4 septembrie 2015.